# أحمد جبر
أحمد جمال جبر (مواليد 1392 هـ) غَوَّاصٌ مُقَاتِلٌ مصريٌّ وصاحب أعمق غَوْصَةٍ في كل من الغوص العميق والغوص التقني منذ سنة 1435 (2014 مـ)، إذ بلغ عمق غوصته 332٬35 مترا، متجاوزا بذلك عمقَ 330 مترا الذي سجّله الفرنسيُّ بسكال برنابة سنة 2005.